# Ahmed Moussa
Ahmed Mahmoud Moussa (1934-1998) fue un egiptólogo egipcio. Nacido en Damietta el 15 de agosto de 1934, Moussa estudió Egiptología en la Universidad de El Cairo (1959), y consiguió el doctorado en la Universidad Eötvös Lorand de Budapest (1995). 
Se hizo famoso por el descubrimiento en 1964 de la tumba de Nianjjnum y Jnumhotep en Saqqara, que se convirtió en una causa célebre entre la comunidad homosexual. Moussa escribió, en colaboración con Hartwig Altenmüller, el libro Das Grab des Nianchchnum und Chnumhotep sobre esta tumba.
En 1977 descubrió una inscripción que relata cómo soldados del Antiguo Egipto disputaron una carrera de 100 km c. 690-665 a. C., carrera que se celebró cuando Taharqa fue a inspeccionar el campamento del ejército. Tuvo lugar entre la pirámide escalonada de Zoser, en Saqqara, y Hawara, en el oasis de El Fayum. El faraón tomó parte en esta carrera, mostrando su interés en el deporte para mantener la condición física de sus soldados. La transcripción de los jeroglíficos indica que el ganador completó la carrera en ocho horas. 
Este descubrimiento ha dado lugar a una maratón, «100 km Pharaonic Race», cuya octava edición se realizó el 14 de noviembre de 2008.
Ahmed Moussa falleció en 1998.